# Communauté de communes du Thymerais
La Communauté de communes du Thymerais est une ancienne communauté de communes française, située dans le département d'Eure-et-Loir et la région Centre-Val de Loire.

## Composition
Elle est composée des communes suivantes, toutes du canton de Châteauneuf-en-Thymerais :
1. Ardelles
2. Le Boullay-les-Deux-Églises
3. Châteauneuf-en-Thymerais
4. Favières
5. Fontaine-les-Ribouts
6. Maillebois
7. Puiseux
8. Saint-Ange-et-Torçay
9. Saint-Jean-de-Rebervilliers
10. Saint-Maixme-Hauterive
11. Saint-Sauveur-Marville
12. Thimert-Gâtelles
13. Tremblay-les-Villages

## Compétences
- Aménagement de l'espace
  - Constitution de réserves foncières (à titre obligatoire)
  - Création et réalisation de zone d'aménagement concerté (ZAC) (à titre obligatoire)
  - Plans locaux d'urbanisme (à titre facultatif)
- Développement et aménagement économique
  - Action de développement économique (Soutien des activités industrielles, commerciales ou de l'emploi, soutien des activités agricoles et forestières...) (à titre obligatoire)
  - Création, aménagement, entretien et gestion de zone d'activités industrielle, commerciale, tertiaire, artisanale ou touristique (à titre obligatoire)
  - Tourisme (à titre obligatoire)
- Développement et aménagement social et culturel
  - Activités culturelles ou socioculturelles (à titre facultatif)
  - Activités sportives (à titre facultatif)
  - Construction ou aménagement, entretien, gestion d'équipements ou d'établissements culturels, socioculturels, socioéducatifs, sportifs (à titre optionnel)
- Environnement
  - Assainissement collectif (à titre facultatif)
  - Collecte et traitement des déchets des ménages et déchets assimilés (à titre optionnel)
  - Protection et mise en valeur de l'environnement (à titre optionnel)
- Logement et habitat
  - Politique du logement non social (à titre optionnel)
  - Politique du logement social (à titre optionnel)
  - Programme local de l'habitat (à titre optionnel)
- Sanitaires et social - Action sociale (à titre optionnel)

## Historique
- 2003: Création de la communauté de communes
- 2009: Serazereux quitte la Communauté de communes du Thymerais et rejoint Dreux agglomération
- 2014: L'Agglo du Pays de Dreux a remplacé Dreux agglomération, les Communautés de communes de Val d'Eure et Vesgre, des Villages du Drouais, du Val d'Avre, du Thymerais, du Plateau de Brezolles et de la commune d'Ormoy

## Sources
- Le splaf - (Site sur la Population et les Limites Administratives de la France)
- La base aspic d'Eure-et-Loir - (Accès des Services Publics aux Informations sur les Collectivités)